# جبهة جزر المحيط الهادئ خلال الحرب العالمية الثانية

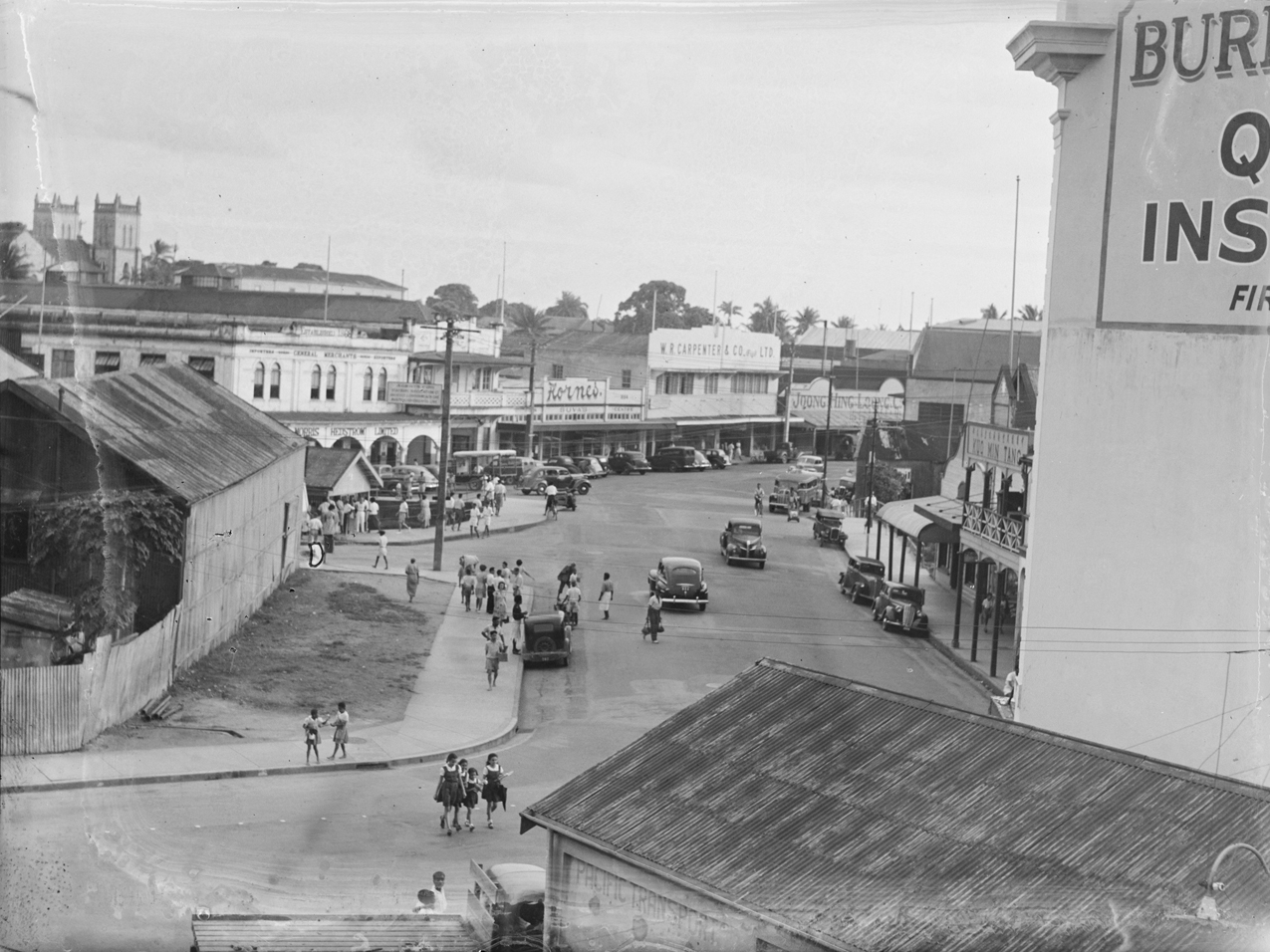

تغيرت البنية التحتية والتركيبة البشرية والثقافية لكل من ميلانيزيا وميكرونيزيا وبولنيزيا (جزر في المحيط الهادئ) بشكل كلي بين عامي 1941 و1945، وذلك بسبب المتطلبات اللوجستية للحلفاء في حربهم ضد اليابان (تيمفيت ودايدوا في ميكرونيزيا أو ساهايا كانا توتا في ميلانيزيا). في بداية الحرب، كان عدد من هذه الجزر خاضعًا لأكثر من مئتي عام من الاستعمار الأوروبي، حتى إن بعضها كان على وشك الضم بشكل كلي إلى الدول الأوروبية المستعمرة، أما بعضها الآخر فقد كان قريبًا من الحصول على الاستقلال. قدم التوسع الياباني الباكر عبر غرب المحيط الهادئ نموذجًا جديدًا من الاستعمار للعديد من الجزر. أخضع الاحتلال الياباني السكان الأصليين لجزيرة وغوام وعدد من جزر المحيط الهادئ وأجبروا شعبها على العمل الإجباري، بالإضافة إلى تفريق العائلات والاعتقالات العشوائية والإعدامات الميدانية ووضع السكان في معسكرات الاعتقال وتشغيلهم في الدعارة الإجبارية، لكنه خلق فرصًا للتعليم المتقدم.
شهدت جزر المحيط الهادئ نشاطات عسكرية وتحركات ضخمة للجيوش، بالإضافة إلى عمليات استخراج موارد وبناء محدودة مع تقدم الحلفاء ودفعهم اليابانيين للتراجع إلى جزرهم المحلية. أدى تراصف جميع هذه الثقافات إلى تكوين تصور جديد لدى الشعوب الأصلية لجزر المحيط الهادئ حول علاقتهم مع القوى الاستعمارية.

## المحيط الهادئ حتى عام 1941
بحلول عام 1941، كانت جزر المحيط الهادئ على هامش الكثير من الحروب بين الدول الكبرى في أوروبا وأمريكا. كانت اليابان أيضًا تعمل ببطء على توسيع نفوذها على الحافة الغربية للمحيط الهادئ طوال معظم القرن العشرين حتى الوصول إلى الحرب العالمية الثانية.